# Gudrun Berend
Gudrun Berend (República Democrática Alemana, 27 de abril de 1955-22 de agosto de 2011) fue una atleta alemana especializada en la prueba de 100 m vallas, en la que ha conseguido ser medallista de bronce europea en 1978.

## Carrera deportiva
En el Campeonato Europeo de Atletismo de 1978 ganó la medalla de bronce en los 100 m vallas, con un tiempo de 12.73 segundos, llegando a meta tras su compatriota alemana Johanna Klier y la soviética Tatyana Anisimova (plata con 12.67 segundos).